# Alina Devecerski

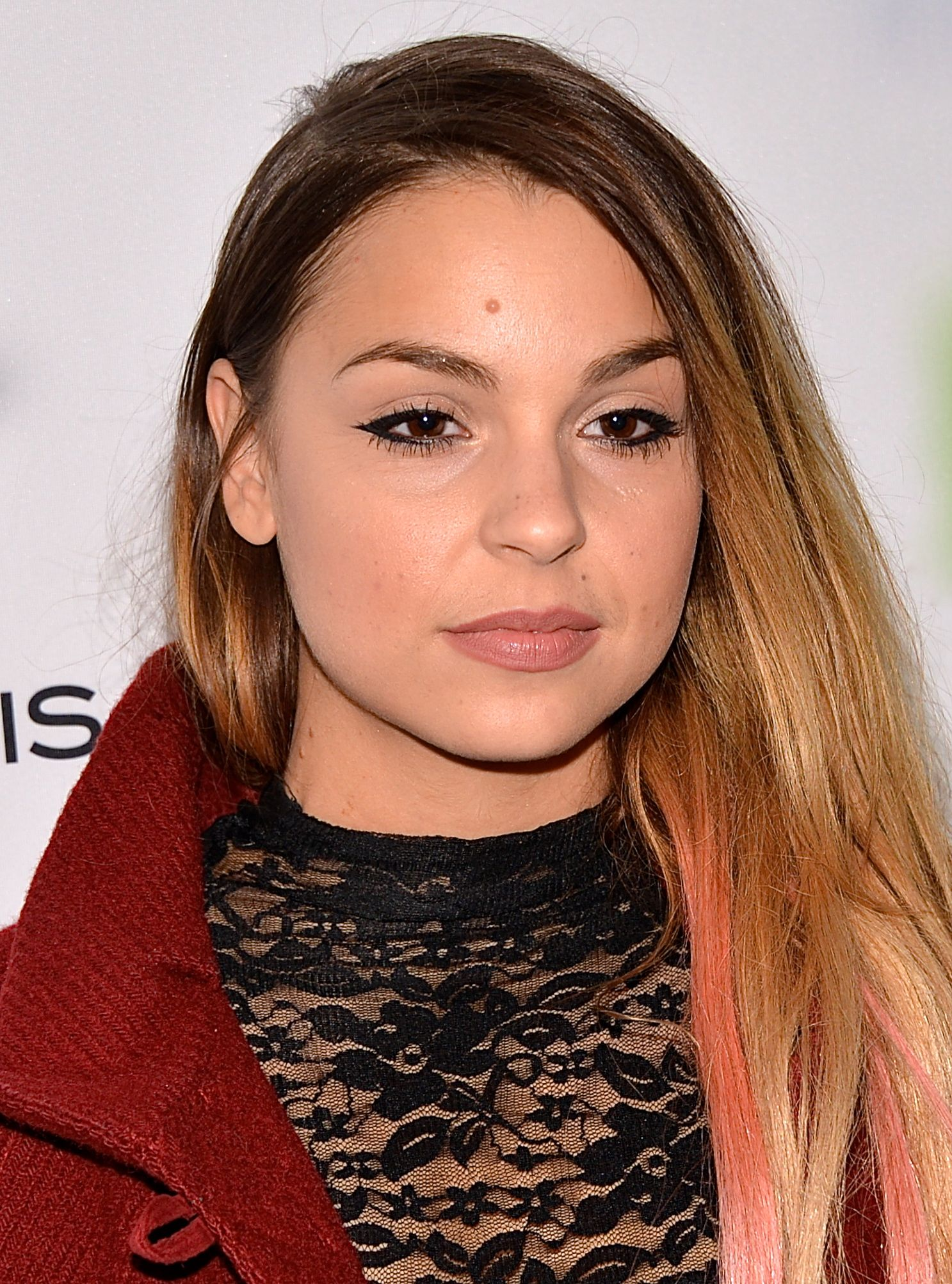
Alina Devecerski (2013)

Alina Natalie Devecerski (* 27. März 1983 in Sundbyberg, Schweden) ist eine schwedische Sängerin. 2012 erreichte ihre Single Flytta på dej! Platz 1 in Schweden, Dänemark und Norwegen.

## Karriere
Im Alter von 19 Jahren begann Devecerskis Gesangskarriere in einer Girlband, außerdem schrieb sie Songs für andere Künstler.
2012 veröffentlichte Devecerski ihre Debütsingle Jag svär, die später als B-Seite auf ihrer Nachfolge-Single Flytta på dej! erschien. In ihrem Heimatland Schweden platzierte sich der Song zwei Wochen auf Platz 1 der schwedischen Charts sowie sieben Wochen auf Platz 1 der norwegischen Charts und eine Woche auf Platz 1 der dänischen Charts. Aufgrund des Erfolges der Single kündigte Devecerski ein Album mit dem Titel Maraton an, das am 19. November 2012 erschien. Außerdem trat sie im Sommer 2012 auf verschiedenen Festivals in Schweden auf und promotete ihre Single sowie ihr Album.

## Diskografie

### Alben
- 2012: Maraton

### Singles
- 2012: Jag svär
- 2012: Flytta på dej!
- 2012: Ikväll skiter jag i allt